# 李亨澤
李 亨澤（イ・ヒョンテク、이형택, 英語表記：Lee Hyung-taik, 1976年1月3日 - ）は、韓国・横城郡出身の男子プロテニス選手。韓国のプロテニス選手として初めて、ATPツアー大会でシングルス・ダブルスともにタイトルを獲得した。シングルス自己最高ランキングは36位（2007年8月）。身長180cm、体重81kg、右利き。

## 経歴
李は故郷の横城郡で、学校の教師に勧められて9歳からテニスを始めた。1995年に19歳でプロ入りし、直ちに男子テニス国別対抗戦・デビスカップ韓国代表選手に選出される。翌年の1996年アトランタ五輪でオリンピックにも初出場したが、この大会では男子ダブルスのみに出場し、1回戦でジンバブエ代表の「ブラック兄弟」（バイロンとウェイン）に敗れた。4年後、李亨澤は2000年全米オープンで4大大会デビューを果たす。予選3試合を勝ち抜いた李は、本戦でもピート・サンプラスとの4回戦まで進出し、韓国の男子テニス選手として4大大会初勝利を獲得した。この後シドニー五輪で2度目のオリンピックにも出場し、男子シングルスに初出場を果たすが、1回戦でスペイン代表のフアン・カルロス・フェレーロに敗れた。
2003年1月、李亨澤はシドニー国際決勝でフアン・カルロス・フェレーロを4-6, 7-6, 7-6で破り、韓国の男子テニス選手として最初のATPツアー大会優勝者になった。1ヶ月後、SAPオープンのダブルスでウラジミール・ボルチコフとペアを組み、ダブルスでも初優勝を果たす。その後、2004年・2005年の2年連続で全仏オープンの3回戦に進出した。3度目のオリンピック出場となった2004年アテネ五輪でも、初めて男子シングルスの初戦を突破し、チリ代表のフェルナンド・ゴンサレスとの2回戦に進出している。2004年は、全米オープンでも4年ぶりの3回戦に勝ち上がり、アンドレイ・パベルに敗れた。
李亨澤は2007年、韓国のテニス選手として史上初の世界ランキング50位以内に入った。当年度の成績は、ウィンブルドンで初の3回戦進出と、全米オープンで4回戦進出がある。李は3回戦でアンディ・マリーを破り、2000年以来7年ぶり2度目の4回戦に勝ち上がったが、4回戦で第4シードのニコライ・ダビデンコに1-6, 3-6, 4-6で敗れた。
李亨澤は2009年に現役を引退した。その後2013年に現役復帰を発表し2015年までチャレンジャー大会を中心に出場した。

## ATPツアー決勝進出結果

### シングルス: 2回 (1勝1敗)
| 大会グレード                                  |
| グランドスラム (0-0)                          |
| テニス・マスターズ・カップ (0-0)              |
| ATPマスターズシリーズ (0-0)                   |
| ATPインターナショナルシリーズ・ゴールド (0-0) |
| ATPインターナショナルシリーズ (1–1)           |

| サーフェス別タイトル |
| ハード (1-0)         |
| クレー (0-1)         |
| 芝 (0-0)             |
| カーペット (0-0)     |

| 結果   | No. | 決勝日        | 大会         | サーフェス | 対戦相手                     | スコア              |
| ------ | --- | ------------- | ------------ | ---------- | ---------------------------- | ------------------- |
| 準優勝 | 1.  | 2001年4月30日 | ヒューストン | クレー     | アンディ・ロディック         | 5–7, 3–6            |
| 優勝   | 1.  | 2003年1月13日 | シドニー     | ハード     | フアン・カルロス・フェレーロ | 4–6, 7–6(6), 7–6(4) |

### ダブルス: 1回 (1勝0敗)
| 結果 | No. | 決勝日        | 大会     | サーフェス    | パートナー               | 対戦相手                                        | スコア        |
| ---- | --- | ------------- | -------- | ------------- | ------------------------ | ----------------------------------------------- | ------------- |
| 優勝 | 1.  | 2003年2月10日 | サンノゼ | ハード (室内) | ウラジミール・ボルチコフ | ポール・ゴールドスタイン ロバート・ケンドリック | 7–5, 4–6, 6–3 |

## 4大大会シングルス成績
略語の説明
| W | F | SF | QF | #R | RR | Q# | LQ | A | Z# | PO | G | S | B | NMS | P | NH |

W=優勝, F=準優勝, SF=ベスト4, QF=ベスト8, #R=#回戦敗退, RR=ラウンドロビン敗退, Q#=予選#回戦敗退, LQ=予選敗退, A=大会不参加, Z#=デビスカップ/BJKカップ地域ゾーン, PO=デビスカップ/BJKカッププレーオフ, G=オリンピック金メダル, S=オリンピック銀メダル, B=オリンピック銅メダル, NMS=マスターズシリーズから降格, P=開催延期, NH=開催なし.
| 大会           | 1998 | 1999 | 2000 | 2001 | 2002 | 2003 | 2004 | 2005 | 2006 | 2007 | 2008 | 2009 | 通算成績 |
| -------------- | ---- | ---- | ---- | ---- | ---- | ---- | ---- | ---- | ---- | ---- | ---- | ---- | -------- |
| 全豪オープン   | A    | LQ   | LQ   | 1R   | A    | 2R   | 1R   | 1R   | 1R   | 1R   | 2R   | LQ   | 2–7      |
| 全仏オープン   | A    | A    | A    | A    | 1R   | 1R   | 3R   | 3R   | A    | 1R   | 2R   | A    | 5–6      |
| ウィンブルドン | A    | A    | LQ   | 1R   | 2R   | 1R   | A    | 2R   | 2R   | 3R   | 1R   | A    | 5–7      |
| 全米オープン   | LQ   | LQ   | 4R   | 1R   | 1R   | 2R   | 3R   | 1R   | 2R   | 4R   | 1R   | A    | 10–9     |